# Paul Hohenemser

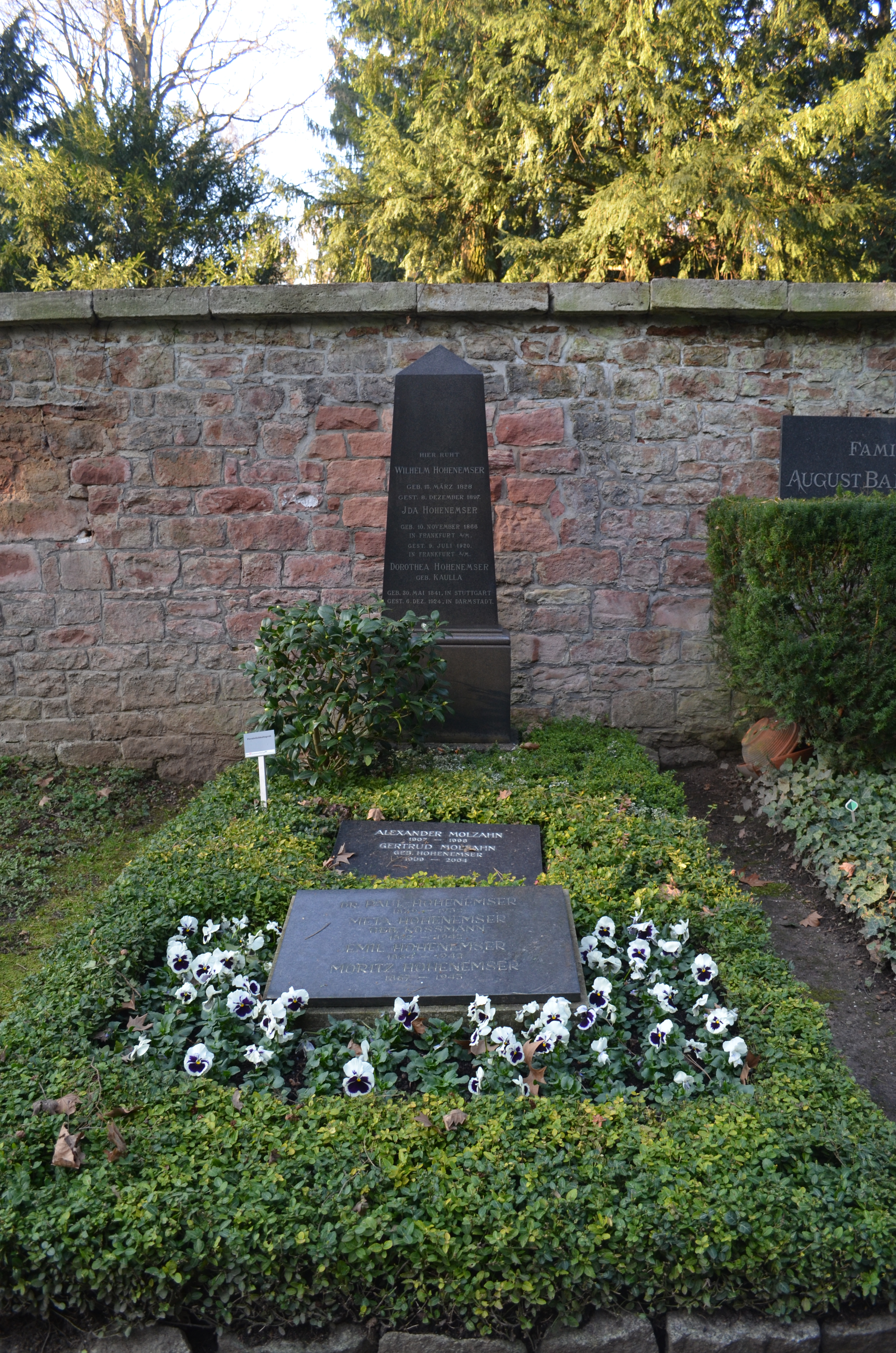
Grab von Paul Hohenemser auf dem Hauptfriedhof Frankfurt

Paul Wilhelm Hohenemser (* 1869 in Frankfurt am Main; † 12. Februar 1932 ebenda) war ein deutscher Historiker und Bibliothekar.

## Leben
Hohenemser stammt aus einer bekannten jüdischen Bankiersfamilie aus Frankfurt, besuchte dort die Schule und studierte 1888 bis 1895 Geschichte und Geographie in Marburg und Berlin. 1895 erhielt er eine Stelle an der Frankfurter Stadtbibliothek. 1899 promovierte er mit einer Arbeit über die "Kritik der Quellen zur Schlacht bei Hochkirch". Am 1. April 1906 wurde Hohenemser zum Bibliotheksrat ernannt. Für die Stadtbibliothek verfasste er alle wesentlichen im Druck erschienenen systematischen Kataloge, darunter den über die Mathematische Abteilung (1909), für Statistik (1914), Klassische Altertumswissenschaften (1926, in zwei Bänden) und über die Bibliothek Hirzel (1927). Daneben war er auch weiter als Historiker tätig. Sein wissenschaftliches Hauptwerk war die 1920 erschienene Studie "Der Frankfurter Verfassungsstreit 1705 bis 1732 und die kaiserlichen Kommissionen". Regelmäßig veröffentlichte er auch Beiträge in "Alt-Frankfurt" und anderen Zeitschriften.

## Weitere Veröffentlichungen
- Flugschriftensammlung Gustav Freytag. 1925, Neudruck Hildesheim: Olms, 1966
- Flugschriftensammlung "Discursus politici" des Johann Maximilian Zum Jungen. Frankfurt am Main: Voigt & Gleiber, 1930